# Azotyn sodu
Azotyn sodu (nazwa Stocka: azotan(III) sodu), NaNO
2 – nieorganiczny związek chemiczny, sól kwasu azotawego i sodu. Stosowany jest jako substrat przy produkcji barwników oraz jako dodatek konserwujący do żywności o symbolu E250.

## Właściwości
W temperaturze pokojowej jest to biała lub żółtawa substancja stała. Dobrze rozpuszczalny w wodzie. Jako sól słabego kwasu i mocnej zasady ulega hydrolizie anionowej, a odczyn jej roztworu jest zasadowy:
NaNO
2 + H
2O → Na+
 + HNO
2 + OH−

Azotyn sodu wykazuje własności ferroelektryczne. W temperaturze 163,9 °C wykazuje przejście fazowe pierwszego rodzaju do fazy niewspółmiernie modulowanej. Faza ta ma dość duży okres modulacji rzędu 8-9 stałych sieciowych. Przy dalszym ogrzewaniu w 165,2 °C przechodzi w fazę paraelektryczną.

## Zastosowanie
Azotyn sodu stosuje się przy tworzeniu organicznych pochodnych kwasu azotawego, barwników oraz jako dodatek do żywności służący do peklowania mięsa. Przeciwdziała on namnażaniu się bakterii oraz utrwala czerwono-różową barwę mięsa. Charakterystyczna barwa peklowanego mięsa spowodowana jest tworzeniem w konserwowanym produkcie rodnika NO:
NaNO
2 → HNO
2 → NO
Reaguje on z mioglobiną, tworząc związki o różowej i czerwonej barwie:
mioglobina + NO → nitrozylomioglobina (czerwona) + temperatura → nitrozylomiochromogen (różowy)

## Zagrożenia
Podczas obróbki (zwłaszcza gotowania) mięsa przygotowanego z użyciem nadmiaru tego konserwantu, może on reagować z produktami rozkładu aminokwasów z utworzeniem nitrozoamin o właściwościach rakotwórczych. Rakotwórcze nitrozoaminy mogą też powstawać w kwaśnych warunkach panujących w żołądku w wyniku łatwo zachodzących reakcji azotynu sodu z niektórymi aminami i amidami. Azotyny i azotany przyjmowane drogą pokarmową (wśród których znajduje się azotyn sodu) zostały sklasyfikowane przez Międzynarodową Agencję Badań nad Rakiem jako prawdopodobnie rakotwórcze dla człowieka (grupa 2A).
Dzienne spożycie nie powinno przekroczyć 0,06 mg na kg masy ciała, niemowlętom do 6 miesiąca życia nie powinien być podawany w ogóle. Przekroczenie tej dawki może spowodować hiperaktywność i inne efekty uboczne.